# Vladimir Gurgenovič Musaeljan

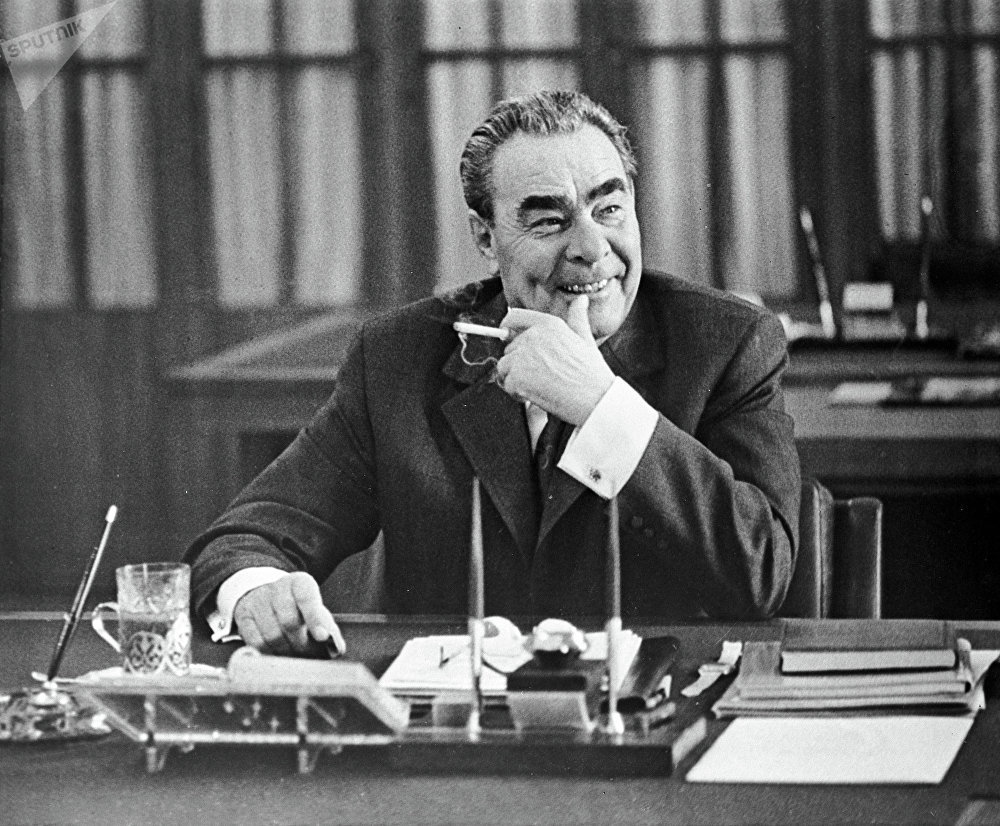
Leonid Brežněv, 1. května 1973, Moskva, fotografie byla publikována v knížce Prezident Nixon a role inteligence v arabsko-izraelské válce v roce 1973

Vladimir Gurgenovič Musaeljan (8. července 1939, Moskva – 28. září 2020, tamtéž) byl sovětský a ruský fotoreportér a fotograf. V letech 1969 až 1982 pracoval jako osobní fotograf generálního tajemníka ÚV KSSS Leonida Brežněva.

## Životopis
Jeho otec Gurgen Chačaturovič, původem ze Stěpanakertu v Náhorním Karabachu. V roce 1935, ve věku 20, přišel do Moskvy. Vystudoval Leningradskou námořní školu, pracoval jako vedoucí oddělení na Glavsevmorputi v Moskvě. Jeho matka Věra Ivanovna Kononová pracovala jako ekonomka. Jeho bratranec Rantik je hrdinou Sovětského svazu.
Po škole nastoupil do leteckého závodu Znamja Truda, kde pracoval 4 roky. Vystudoval moskevskou odbornou školu technickou.
Od dětství měl rád fotografii: díky svému otci, který se účastnil bojů na frontě, se v rodině objevila fotografická kamera Zeiss Ikonta. V roce 1956 začal posílat svá díla do časopisu „ Soviet Photo “, který vydával nejlepší fotografie zaslané amatérskými fotografy. V roce 1960 na pozvání šéfredaktora TASS Photo Chronicle N. V. Kuzovkina absolvoval stáž jako fotoreportér a tuto pozici od téhož roku začal vykonávat profesionálně.
V letech 1967 až 1971 se věnoval tématům týkajícím se dobývání vesmíru: pracoval ve Hvězdném městečku a na kosmodromu Bajkonur, fotograficky dokumentoval výcvik prvních posádek a starty raket. Hrdiny jeho fotografických děl byli Jurij Gagarin, Alexej Leonov nebo Valentina Těreškovová.
V letech 1969 až 1982 působil jako osobní fotograf generálního tajemníka Komunistické strany Sovětského svazu Leonida Iljiče Brežněva. Portrétoval také Jurije Vladimiroviče Andropova, Konstantina Ustinoviče Černěnka nebo Michaila Sergejeviče Gorbačova.
Od roku 1994 pracoval jako parlamentní fotoreportér v Ruské informační telegrafní agentuře (ITAR-TASS). Učil dějiny ruské fotografie na žurnalistických fakultách na Moskevské státní univerzitě a Státním institutu mezinárodních vztahů v Moskvě (MGIMO).
V posledních letech svého života byl Vladimír Musaeljan konzultantem skupiny fotografických projektů a výstav redakce fotografických informací TASS.
Zemřel 28. září 2020 ve svých 82 letech. Soustrast rodině a přátelům fotoreportéra osobně vyjádřil ruský prezident Vladimir Putin.

## Osobní život
- Otec – Gurgen Chačaturovič Musaeljan
- Matka – Věra Ivanovna Kononová
- Děti – Marina, Alexej

## Ceny a ocenění

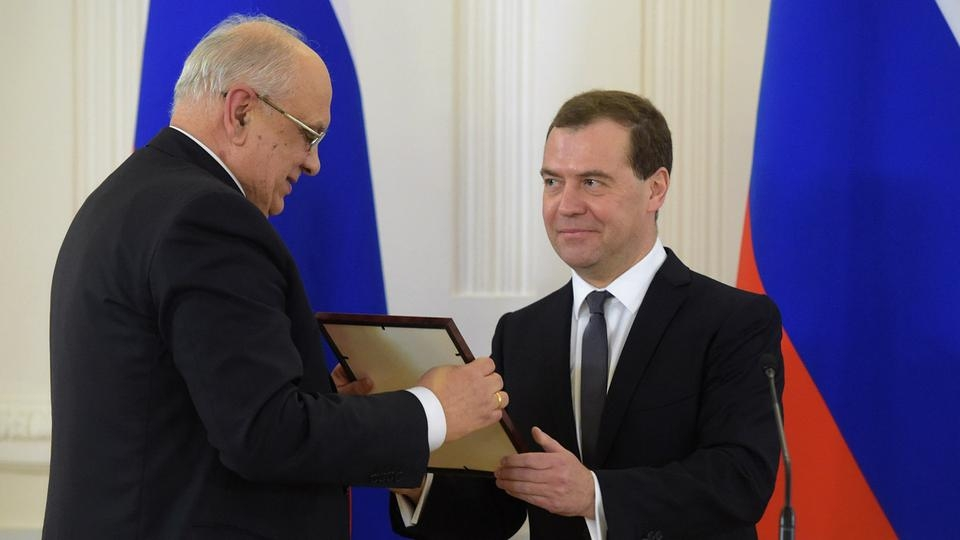
Předání diplomu ceny ruské vlády v oblasti hromadných sdělovacích prostředků, 13. ledna 2015

- Řád cti (3. července 2019) – za velký přínos pro rozvoj domácích médií a mnoho let plodné práce[8]
- Dva řády rudého praporu práce
- Medaile „Obránce svobodného Ruska“ (2. února 1993) – za plnění občanské povinnosti při obraně demokracie a ústavního pořádku ve dnech 19. – 21. srpna 1991[9]
- Medaile „U příležitosti 100. výročí narození Vladimíra Iljiče Lenina“
- Medaile „Na památku 850. výročí Moskvy“
- Medaile veterána práce

- 1967–1978 – čtyři diplomy za účast na mezinárodní soutěži World Press Photo.
- 1974 – Velká zlatá hvězda na mezinárodní výstavě v Bulharsku, automobil „Opel-record“ pro fotografii „Setkání na Malajské zemi“.
- 1977 – Grand Prix a zlatá medaile na výstavě Press Photo v Moskvě.
- 1977 – „Zlaté oko“ („Zlaté oko“) pro fotografii „Setkání v Kremlu L. A. Brežněv s Luisem Corvalánem na soutěži World Press Photo.
- 1999 – Diplom a veřejné ocenění profesionálního povolání „Nejlepší peří Ruska“.
- 2003 – „Zlaté oko Ruska“ Mezinárodního cechu profesionálních fotografů ruských sdělovacích prostředků.
- 2006 – nejvyšší ocenění Svazu novinářů Ruska „Za čest a důstojnost“.
- 2014 – Cena vlády Ruské federace v roce 2014 v oblasti hromadných sdělovacích prostředků – za osobní přínos k rozvoji hromadných sdělovacích prostředků[10].

## Osobní výstavy

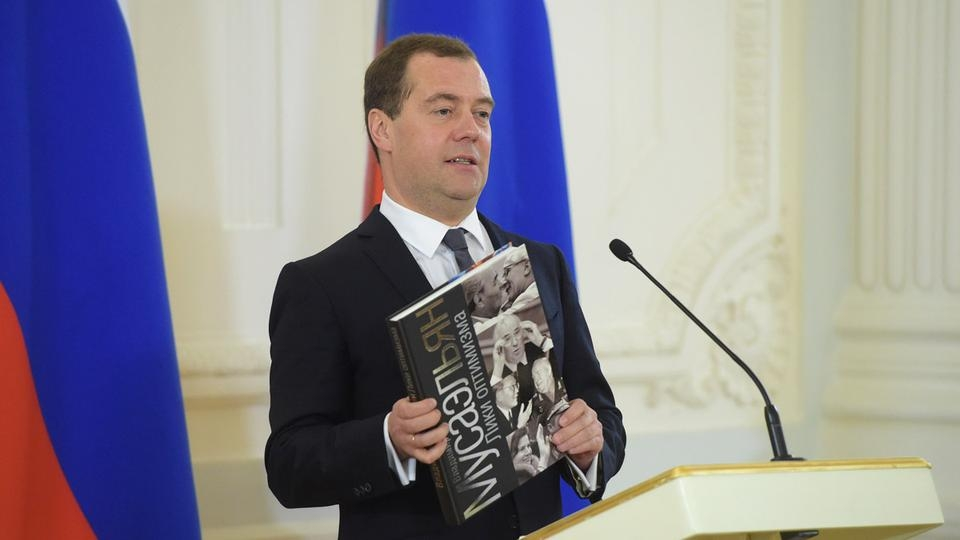
Vedoucí vlády Ruské federace Dmitrij Medveděv s albem Vladimíra Musaeljana Liki optimizma

- „Generální tajemník a fotograf.“ Výstava děl V. G. Musaeljana k 100. výročí L. I. Brežněva. Historické muzeum, Moskva, 2006.[11]
- „Generální tajemník a fotograf“. Výstavní asociace „ART-DIEZ“, Velikij Novgorod, 2007.[12]
- Dne 2. října 2020 byla před ústředím TASS zahájena výstava na památku Vladimíra Musaeljana. Expozice zahrnuje fotografie z různých let pořízené legendárním fotoreportérem agentury.[13]

## Autorská alba
- Vladimir Gurgenovič Musaeljan: Vsegda s narodom, Moskva: Planeta, 1978. 25 000 ks.
- Vladimir Gurgenovič Musaeljan: Gensek i fotograf (Generální tajemník a fotograf), Moskva: Kučkovo pole, 2006. 160 s. 1500 ks. ISBN 5-901679-32-6.
- Vladimir Gurgenovič Musaeljan: Liki optimizma, Moskva: Kučkovo pole, 2012. 240 s. 1000 ks. ISBN 978-5-9950-0234-5.